# Haglöfs
Haglöfs è una azienda svedese di abbigliamento tecnico e attrezzatura per la montagna e l'outdoor tra cui zaini, sacchi a pelo, tende e calzature. In Scandinavia è il primo marchio del settore per diffusione.
È stata fondata nel 1914 da Victor Haglöf nella città di Torsång, producendo inizialmente zaini per i lavoratori della foresta. 
Haglöfs viene venduto in 28 mercati attraverso: Ingrosso (account diretti così come tramite distributori), ha il commercio elettronico in 13 paesi e gestisce 12 negozi propri.[3]
Haglöfs opera attraverso filiali in Svezia, Norvegia, Finlandia, Danimarca, Germania, Regno Unito, e ha attività proprie in Francia.
Haglöfs progetta, sviluppa e commercializza abbigliamento, scarpe e hardware per uso all'aperto dalla sua sede centrale ad Alvik, Stoccolma, Svezia. Haglöfs non possiede alcune fabbriche, ma collabora con una rete di oltre 90 fornitori di materiali e produttori di abbigliamento, calzature e hardware in 17 paesi. La maggior parte dei prodotti di Haglöfs viene inviata al loro magazzino a Eskilstuna, Svezia, da dove vengono distribuiti a vari canali di vendita.
Nel 2022, l'azienda ha venduto prodotti per 976 milioni di corone svedesi e aveva 238 dipendenti in tutto il mondo, di cui 190 in Svezia.